# Kış uykusu
Kış uykusu (Engelse titel: Winter Sleep) is een Turkse dramafilm uit 2014 onder regie van Nuri Bilge Ceylan. Hij won met deze film de Gouden Palm op het filmfestival van Cannes.

## Verhaal
Aydın is een gepensioneerde acteur, die hotel houdt in Cappadocië. Hij heeft huwelijksproblemen. Bovendien heeft zijn zus Necla het moeilijk om haar echtscheiding te verwerken. Wanneer het winter wordt en de Turkse steppe onder een dikke laag sneeuw wordt bedekt, komen gevoelens van wrok naar boven.

## Rolverdeling
- Haluk Bilginer: Aydın
- Melisa Sözen: Nihal
- Demet Akbağ: Necla
- Ayberk Pekcan: Hidayet
- Serhat Kılıç: Hamdi
- Nejat İşler: İsmail
- Tamer Levent: Suavi
- Nadir Sarıbacak: Levent
- Emirhan Doruktutan: İlyas
- Ekrem İlhan: Ekrem
- Rabia Özel: Fatma
- Fatma Deniz Yıldız: Sevda